# ناحیه ننکانه صاحب
ناحیه ننکانه صاحب (به انگلیسی: Nankana Sahib District) یکی از ناحیه‌های پاکستان در پاکستان است که در پنجاب واقع شده‌است. ناحیه ننکانه صاحب ۲٬۹۶۰ کیلومتر مربع مساحت و ۱٬۳۵۶٬۳۷۴ نفر جمعیت دارد.